# Deparia lancea
Deparia lancea là một loài dương xỉ trong họ Athyriaceae. Loài này được Thunb. Fraser-Jenk. mô tả khoa học đầu tiên năm 1997.